# Énergie solaire en Nouvelle-Zélande

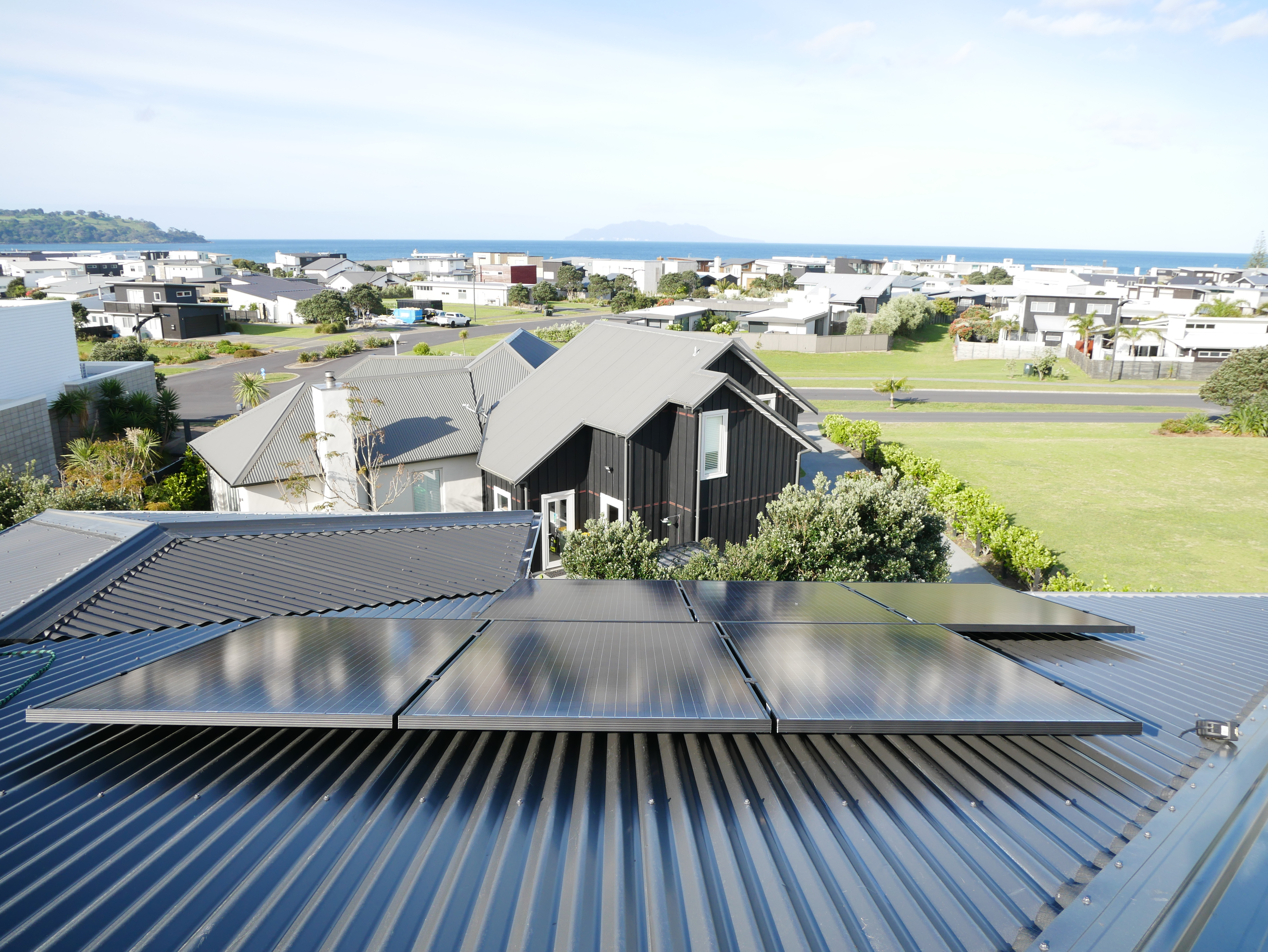
Panneaux solaires sur une maison à Auckland

L'énergie solaire en Nouvelle-Zélande progresse sans aucune subvention ni intervention du gouvernement néo-zélandais. La production d'électricité de source photovoltaïque en Nouvelle-Zélande atteignait 0,8 % de la production d'électricité du pays en 2023.

## Potentiel

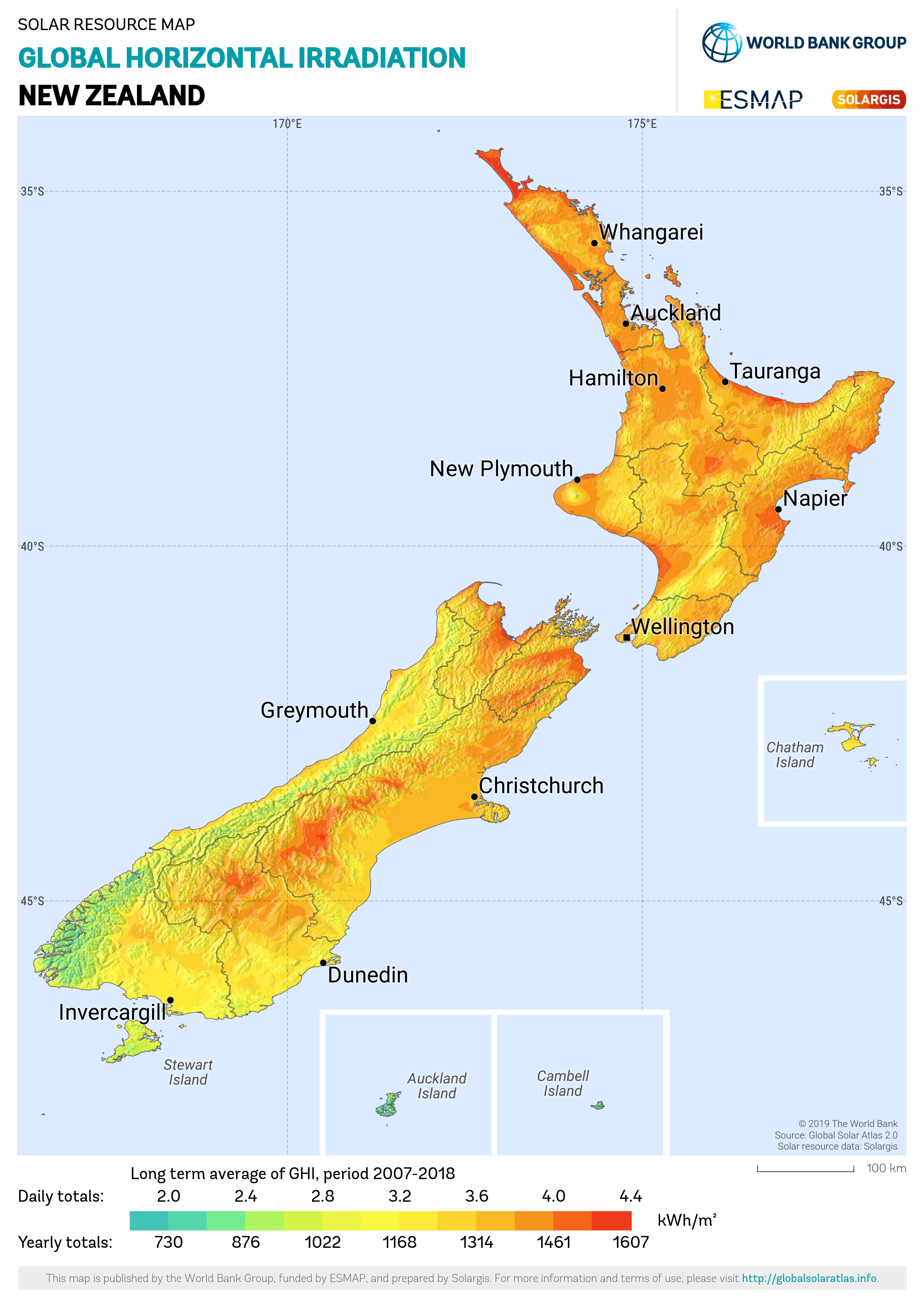
Potentiel solaire de la Nouvelle-Zélande

| Source: NREL |

## Production
La production d'électricité de source photovoltaïque en Nouvelle-Zélande atteignait 366 GWh en 2023, soit 0,8 % de la production d'électricité du pays. En comparaison, l'Australie en produisait 41 964 GWh, soit 15,3 % de sa production totale d'électricité.
En 2021, l'énergie solaire a fourni seulement 0,5 % de l'électricité produite dans le pays, mais de nombreux projets sont annoncés.

## Puissance installée
À la fin du mois de décembre 2021, la Nouvelle-Zélande disposait de 186,7 MWc d'installations solaire photovoltaïque (PV) raccordée au réseau, dont 72,4 MWc (8,8 %) ont été installés au cours des 24 mois précédents.

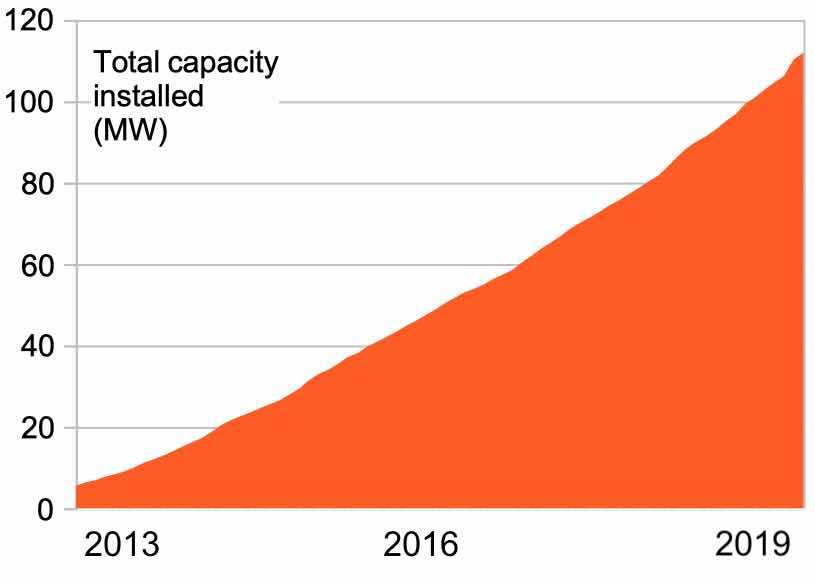
Les installations solaires ont augmenté régulièrement de 2013 à 2019 (voir le tableau ci-contre pour le détail).

| Région de rapport du réseau             | Installations | Apports (%) | Capacité totale (kWc) |
| --------------------------------------- | ------------- | ----------- | --------------------- |
| Far North (Top Energy)                  | 1,487         | 4,39        | 8,469                 |
| Whangarei and Kaipara (Northpower)      | 1,678         | 2,72        | 9,056                 |
| Waitemata (Vector)                      | 4,037         | 1,62        | 19,421                |
| Auckland (Vector)                       | 3,763         | 1,04        | 25,226                |
| Counties (Counties Power)               | 1,330         | 2,84        | 7,025                 |
| Thames Valley (Powerco)                 | 1,408         | 1,89        | 7,149                 |
| Waikato (WEL Networks)                  | 1,890         | 1,95        | 10,431                |
| Waipa (Waipa Networks)                  | 923           | 3,20        | 6,126                 |
| King Country (The Lines Company)        | 136           | 0,57        | 1,195                 |
| Tauranga (Powerco)                      | 2,527         | 2,75        | 12,686                |
| Rotorua (Unison Networks)               | 390           | 1,21        | 1,894                 |
| Eastern Bay of Plenty (Horizon Energy)  | 444           | 1,77        | 2,021                 |
| Taupo (Unison Networks)                 | 209           | 1,18        | 950                   |
| Eastland (Eastland Network)             | 445           | 1,72        | 1,898                 |
| Hawke's Bay (Unison Networks)           | 1,681         | 2,56        | 8,964                 |
| Central Hawke's Bay (Centralines)       | 242           | 2,75        | 1,507                 |
| Southern Hawke's Bay (Scanpower)        | 59            | 0,87        | 269                   |
| Wairarapa (Powerco)                     | 865           | 3,25        | 4,110                 |
| Taranaki (Powerco)                      | 1,025         | 1,70        | 7,398                 |
| Whanganui (Powerco)                     | 531           | 1,54        | 2,417                 |
| Manawatu (Powerco)                      | 926           | 1,61        | 4,754                 |
| Kapiti and Horowhenua (Electra)         | 1,056         | 2,28        | 4,790                 |
| Wellington (Wellington Electricity)     | 2,005         | 1,12        | 8,994                 |
| Nelson (Nelson Electricity)             | 247           | 2,68        | 1,050                 |
| Tasman (Network Tasman)                 | 1,647         | 3,90        | 9,353                 |
| Marlborough (Marlborough Lines)         | 862           | 3,26        | 6,373                 |
| Buller (Buller Electricity)             | 28            | 0,58        | 137                   |
| West Coast (Westpower)                  | 62            | 0,44        | 331                   |
| North Canterbury (MainPower)            | 1,378         | 3,21        | 6,612                 |
| Central Canterbury ([Orion)             | 4,012         | 1,86        | 21,485                |
| Ashburton (EA Networks)                 | 358           | 1,75        | 2,098                 |
| South Canterbury (Alpine Energy)        | 574           | 1,70        | 2,789                 |
| Waitaki (Network Waitaki)               | 166           | 1,25        | 1,215                 |
| Queenstown (Aurora Energy)              | 458           | 2,54        | 2,653                 |
| Central Otago (Aurora Energy)           | 1,132         | 4,81        | 5,534                 |
| East Otago (OtagoNet)                   | 268           | 1,73        | 1,754                 |
| Dunedin (Aurora Energy)                 | 491           | 0,87        | 2,073                 |
| Southland (The Power Company)           | 485           | 1,30        | 2,870                 |
| Invercargill (Electricity Invercargill) | 124           | 0,71        | 618                   |
| Total                                   | 41,349        | 1,84        | 223,696               |

| Date             | Comptage ICP | Augmentation ICP (%) | Puissance totale installée (MWc) | Puissance moyenne installée (kWc) |
| ---------------- | ------------ | -------------------- | -------------------------------- | --------------------------------- |
| 31 décembre 2013 | 2,236        | 0.11092              | 8.326                            | 3.724                             |
| 31 décembre 2014 | 5,423        | 0.26616              | 21.634                           | 3.989                             |
| 31 décembre 2015 | 9,377        | 0.45512              | 37.126                           | 3.959                             |
| 31 décembre 2016 | 13,654       | 0.65528              | 52.972                           | 3.880                             |
| 31 décembre 2017 | 18,049       | 0.85537              | 70.185                           | 3.889                             |
| 31 décembre 2018 | 22,355       | 1.04626              | 90.160                           | 4.033                             |
| 31 décembre 2019 | 26,476       | 1.22233              | 116.584                          | 4.403                             |
| 31 décembre 2020 | 30,639       | 1.39407              | 143.510                          | 4.684                             |
| 31 décembre 2021 | 36,618       | 1.65042              | 189.556                          | 5.148                             |

### Systèmes distribués
À la fin du mois de mars 2021, 31 589 systèmes d'énergie solaire ont été installés en Nouvelle-Zélande. Pour les nouvelles installations, la taille moyenne des systèmes résidentiels était de 4,6 kWc et celle des systèmes commerciaux de 17,8 kWc.
Le plus grand système d'énergie solaire sur une école en Nouvelle-Zélande a été officiellement ouvert lors d'une cérémonie en février 2019 au Kaitaia College. Kelvin Davis, a dévoilé une plaque pour reconnaître l'installation du projet de 368 panneaux solaires qui sont répartis sur le toit de plusieurs bâtiments du campus scolaire.
En janvier 2014, des systèmes solaires photovoltaïques avaient été installés dans 50 écoles dans le cadre du programme Schoolgen, un programme développé par Genesis Energy pour sensibiliser les élèves aux énergies renouvelables, en particulier l'énergie solaire. Chaque école a reçu un système photovoltaïque d'une capacité de 2 kW, soit une capacité installée distribuée totale de 100 kWc. Depuis février 2007, un total de 513 MWh d'énergie électrique a été enregistré.
En janvier 2020, Foodstuffs a annoncé l'installation d'un système photovoltaïque de 1,1 MWc sur son nouveau centre de distribution d'Auckland,. En octobre 2020, Watercare Services a installé un réseau flottant de 1 MWc sur sa station d'épuration d'Auckland.
En 2021, Kea Energy a mis en service une centrale solaire dans la vallée de Wairau à Marlborough d'une capacité potentielle de 2,2 MWc, avec des plans actuels pour construire une capacité jusqu'à 1,85 MWc en mars 2021. En juin 2021, la Todd Corporation a mis en service une centrale solaire de 2,1 MWc à Kapuni, dans le sud de Taranaki. L'installation comprend 5 800 panneaux solaires et est considérée comme la plus grande centrale solaire raccordée au réseau à l'époque.

### Centrales du réseau
En juillet 2019, Refining NZ a annoncé des plans pour une ferme solaire de 26 MWc à la raffinerie de pétrole de Marsden Point, mais en mai 2020, le projet était en suspens,. En février 2020, Genesis Energy Limited a annoncé son intention de construire une installation de 300 MWc dans la région de Waikato. En septembre 2020, l'aéroport de Hawke's Bay a annoncé son intention de construire une ferme de 10 MWc sur un terrain inutilisé de l'aéroport. En mai 2020, le ministère des Affaires, de l'Innovation et de l'Emploi a publié une étude sur les aspects économiques de l'énergie solaire à l'échelle du réseau et a fourni des prévisions jusqu'en 2060, montrant que la Nouvelle-Zélande a un potentiel de gigawatts d'énergie solaire à l'échelle du réseau.
En février 2021, Far North Solar Farm a demandé l'autorisation de construire une ferme de 16 MWc à Pukenui, sur la péninsule d'Aupouri, dans le Northland. En mai 2021, Lodestone Energy a annoncé son intention de construire cinq parcs solaires dans la partie supérieure de l'île du Nord, capables de produire 400 GWh par an,.
En décembre 2021, l'aéroport de Christchurch a annoncé qu'il accueillerait une centrale de 150 MWc au Kōwhai Park, qui sera mise à l'échelle sur 30 ans,. Le 30 décembre 2021, Island Green Power a annoncé son intention de construire un parc solaire de 200 MWc à Waikato. En avril 2022, Helios Energy a annoncé son intention de construire une série de fermes d'une puissance totale de 1 GWc. En mai 2022, Far North Solar Farm a annoncé un partenariat avec Aquila Capital pour construire une centrale de 1 GWc.

### Proposé et en cours de construction
Seules les centrales solaires d'une capacité de production supérieure à 5 MWc sont répertoriées.
| Nom                 | Location                  | Opérateur            | capacité (MWc) | Statut          | Coordonnées                   |
| ------------------- | ------------------------- | -------------------- | -------------- | --------------- | ----------------------------- |
| Gisborne Airport    | Gisborne                  | Eastland Generation  | 5,2            | Projet          |                               |
| Hawke's Bay Airport | Napier,baie d'Hawke       | Hawke's Bay Airport  | 24             | Projet          |                               |
| Helensville         | Helensville, Auckland     | HES Aotearoa         | 70             | Projet          | 36° 41′ 20″ S, 174° 26′ 20″ E |
| Kōwhai Park         | Harewood, Canterbury      | Christchurch Airport | 150            | Projet          | 43° 29′ 45″ S, 172° 30′ 38″ E |
| Lauriston           | Lauriston, Canterbury     | HES Aotearoa         | 50             | Autorisé        |                               |
| Lodestone One       | Dargaville, Northland     | Lodestone Energy     |                | Projet          |                               |
| Lodestone Two       | Kaitaia, Northland        | Lodestone Energy     | 39.4           | Autorisé        | 35° 04′ 54″ S, 173° 13′ 10″ E |
| Lodestone Three     | Waiotahe, Baie de Plenty  | Lodestone Energy     |                | Projet          |                               |
| Lodestone Four      | Edgecumbe, Baie de Plenty | Lodestone Energy     |                | Projet          |                               |
| Lodestone Five      | Whitianga, Waikato        | Lodestone Energy     |                | Projet          |                               |
| Pukenui             | Pukenui, Northland        | Far North Solar Farm | 16             | en construction | 34° 49′ 06″ S, 173° 06′ 38″ E |
| Ruakaka             | Marsden Point, Northland  | Meridian Energy      | 75             | Projet          |                               |
| Smith Canal         | près de Ruawai, Northland | Lightyears           | 11             | Projet          |                               |
| Tauhei              | Te Aroha, Waikato         | Harmony Energy       | 185            | Projet          |                               |
| Taupō               | Taupō, Waikato            | Nova Energy          | 400            | Projet          |                               |
| Waiterimu           | près de Ohinewai, Waikato | Island Green Power   | 200            | Projet          |                               |

## Rentabilité
Bien qu'il n'y ait pas de subventions, la baisse des coûts du photovoltaïque a provoqué une forte augmentation de la demande au cours des dernières années. En 2009, le prix moyen clé en main d'un système photovoltaïque standard de trois kilowatts (kW) était d'environ 40 000 dollars néo-zélandais ; en 2019, ce prix était tombé à environ 8 500 dollars néo-zélandais.
Les taux de rachat au détail de l'énergie solaire exportée vers le réseau varient de 7 à 17 cents, plus 15 % de TPS si le propriétaire du système est inscrit à la TPS. La rentabilité d'une installation solaire résidentielle est atteinte lorsque les propriétaires du système visent à utiliser une plus grande partie de leur énergie solaire que celle qu'ils exportent, au moyen d'appareils programmés, en allumant les appareils lorsque le soleil est présent, de systèmes de gestion de l'énergie et de stockage sur batterie. Les bâtiments commerciaux qui utilisent l'électricité pendant la journée peuvent obtenir un retour sur investissement élevé.
Une étude de 2015 a révélé que le photovoltaïque était plus économique que l'alimentation du réseau si toute l'électricité PV était utilisée sur place et qu'aucune n'était exportée vers le réseau. Pour les installations résidentielles et commerciales, l'amélioration de l'efficacité énergétique est une option moins coûteuse que le photovoltaïque.